# Technology Student Association

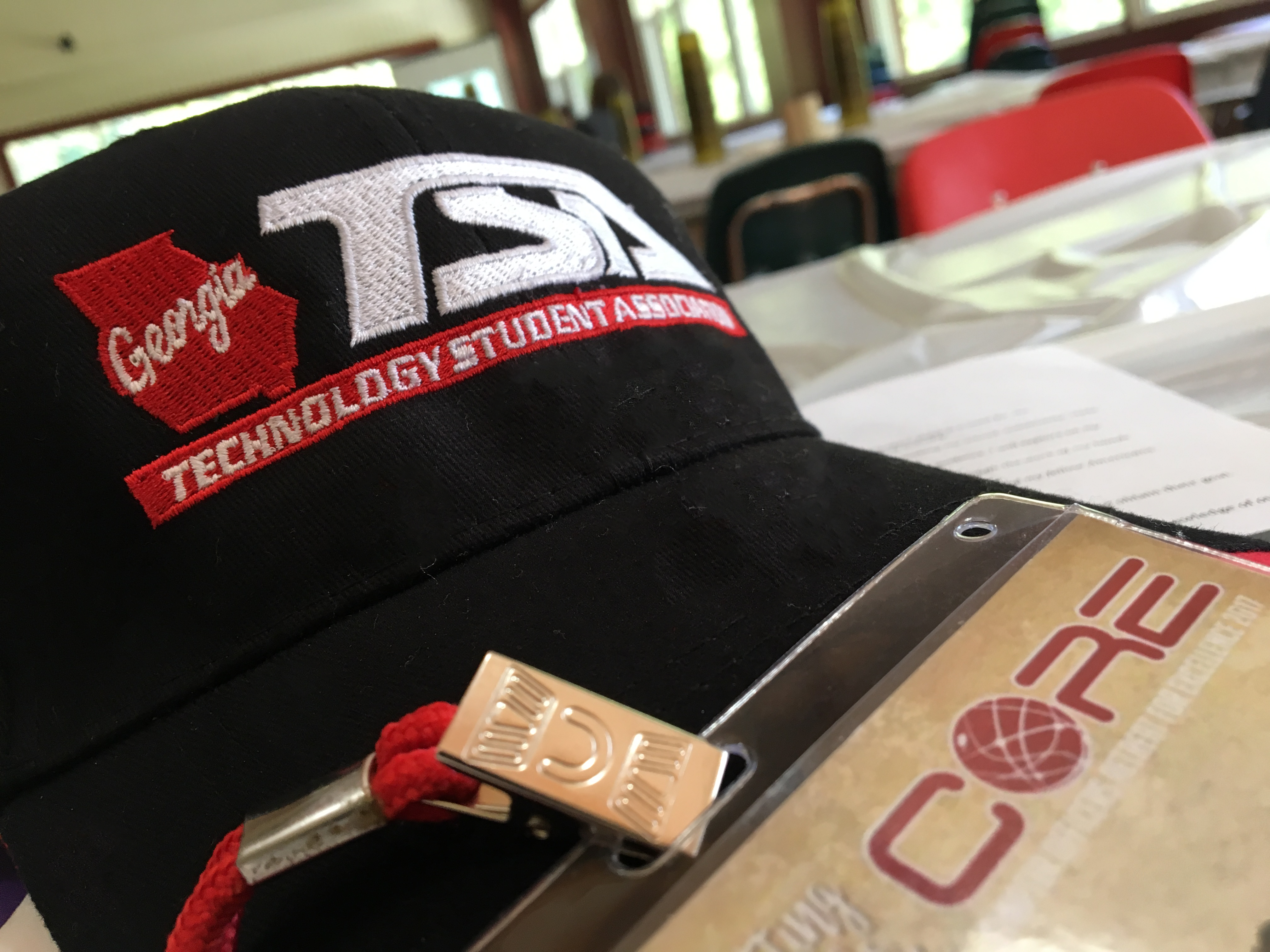
Technology Student Association, Georgia

Die Technology Student Association ist eine amerikanische Schülerorganisation mit über 250.000 Mitgliedern, die die technische Ausbildung von Schülern und ihren Lehrern („Advisor“) fördert.

## Struktur
Außer den 49 teilnehmenden amerikanischen Bundesstaaten gibt es noch einige weitere Vereinigungen -- Landesorganisationen und Chapter -- außerhalb der USA, unter anderem in Deutschland, Schottland, Peru und der Türkei. Die Chapter aus Deutschland waren dabei bis 2012 die einzigen außeramerikanischen, die aktiv an den National Conferences teilnahmen. Seit 2012 nimmt ebenfalls ein Team aus der Türkei (İstanbul Lisesi) teil.
Die meisten Mitglieder der Schülerorganisation kommen aus Oklahoma, North Carolina, Mississippi, Virginia, Tennessee, und Florida. Über Wettbewerbe auf Regional- und Bundesstaatenebene qualifizieren sich die Teilnehmer für den nationalen Wettbewerb. An diesem nehmen einmal im Jahr die besten Schüler aus jedem Bundesstaat teil und müssen ihr Können unter Beweis stellen.
Die von TSA veranstaltenden Wettbewerbe sind mit dem Deutschen Jugendwettbewerb Jugend forscht vergleichbar.

## Deutschland
Das erste und heute einzige deutsche Chapter befindet sich am Wilhelm-Ostwald-Gymnasium in Leipzig. Seit 2001 sendet dieser deutsche Ableger jedes Jahr eine Delegation in die USA, um dort an der jährlichen National Conference teilzunehmen. Seit dem Jahr 2005 existierte am Landesgymnasium für Hochbegabte Schwäbisch Gmünd das zweite deutsche Chapter. Im Jahr 2011 wurde an der Internatsschule Schloss Hansenberg der dritte Ableger gegründet. Beide Chapter wurden einige Jahre später wieder eingestellt.

## Motto
Die Technology Student Association steht unter einem Motto, an welchem sich ein Großteil der Projekte orientiert: „Learning to lead in a technical world“.

## National Conference
Die National Conference ist die Zusammenkunft der Teilnehmer der in den einzelnen Bundesstaaten ausgewählten Projekte an einem jährlich wechselnden Veranstaltungsort. Im Jahr 2018 wird sie in Atlanta, Georgia stattfinden.

## Bisherige National Conferences
An den folgenden National Conferences nahmen deutsche Chapter teil.
- 2001 – Richmond, Virginia
- 2002 – Denver, Colorado
- 2003 – Orlando, Florida
- 2004 – Nashville, Tennessee
- 2005 – Chicago, Illinois
- 2006 – Dallas, Texas
- 2007 – Nashville, Tennessee
- 2008 – Orlando, Florida
- 2009 – Denver, Colorado – Motto: Shape the Future
- 2010 – Baltimore, Maryland – Motto: TSA: Tommorow's Leaders
- 2011 – Dallas, Texas – Motto: Snapshot of Innovation
- 2012 – Nashville, Tennessee The Road to Success
- 2013 – Orlando (Florida)
- 2014 – Washington, D.C.
- 2015 – Dallas, Texas
- 2016 – Nashville, Tennessee
- 2017 – Orlando, Florida
- 2018 – Atlanta, Georgia

## Berühmte Alumni
- Chad Hurley – Gründer der Website YouTube und derzeitiger CEO von Delicious
- Mark Zuckerberg – CEO von Facebook